# 262
| [ Edytuj tabelę ] |                      |
| Władca Korei      | - 248 Chungch’ŏn 270 |
| Papież            | - 259 Dionizy 268    |
| Król Persji       | - 241 Szapur I 272   |
| Cesarz Rzymu      | - 253 Galien 268     |

Rok 262 / CCLXII
stulecia: II wiek ~
III wiek ~
IV wiek

lata: 252 «
257 «
258 «
259 «
260 «
261 «
262
» 263
» 264
» 265
» 266
» 267
» 272

## Wydarzenia
- Azja
  - Odenat, władca Palmyry i wasal Rzymu, odniósł sukcesy w walce z Persami

## Zmarli
- Eugenia Rzymska - mniszka, męczennica chrześcijańska, święta Kościoła katolickiego i prawosławnego